# بودای بزرگ تایلند
بودای بزرگ تایلند نام تندیسی است که تا ابتدای سال ۲۰۲۳ بلندترین تندیس در تایلند، دومین تندیس بلند در جنوب شرقی آسیا و نهمین تندیس بلند در جهان است.
این تندیس در معبد Wat Muang در استان آنگ تونگ واقع شده است و ۹۲ متر طول و ۶۳ متر عرض دارد. ساخت آن در سال ۱۹۹۰ آغاز شد و در سال ۲۰۰۸ به پایان رسید. جنس این تندیس از بتن است که به‌رنگ طلایی رنگ‌آمیزی شده و به‌صورت یک بودای نشسته طراحی شده است.